# HD 158633
HD 158633 (Gliese 675 / GJ 675 / HR 6518) és un estel a la constel·lació del Dragó, Draco. Localitzada entre Grumium (ξ Draconis) i ω Draconis, té magnitud aparent +6,43. S'hi troba a 41,7 anys llum de distància del sistema solar.
HD 158633 és una nana taronja de tipus espectral K0V. Semblant a Alfa Centauri B —la component menys lluminosa del nostre sistema veí—, és un estel de la seqüència principal més petit i tènue que el Sol. Amb una temperatura efectiva de 5.343 K, té una lluminositat equivalent al 43% de la lluminositat solar. Els valors del seu radi i massa corresponen al 76% dels valors solars. La seva velocitat de rotació projectada és de 3 km/s.
El contingut metàl·lic d'HD 158633 és notablement inferior al solar, sent el seu contingut de ferro una tercera part de l'existent en el Sol ([Fe/H] = -0,49). S'estima que té una edat de 4.270 milions d'anys. Un excés en la radiació infraroja emesa suggereix que existeix un disc circumestel·lar de pols al voltant d'HD 158633.